# بينيث المحيط الهادئ
```

```

بينيث المحيط الهادئ (الاسم العلمي:  Sarda lineolata)، هو نوع من أنواع الأسماك البحرية التي تنتمي لجنس بينيث الذي بدوره ينتمي لقبيلة بونيتو. تعتبر هذه الأسماك قوية عند محاولة اصطيادها في مجال صيد الأسماك الترفيهي ولكن لا تعتبر من أنواع الأسماك التي تطهى كغذاء. لقد تم اعتباره في الماضي نوعًا فرعيًا من نوع سمك بينيث شرقيّ المحيط الهادئ (الاسم العلمي: Sarda chiliensis))، إلا أن العلاجات الحديثة تتعرف عليه كنوع منفرد.

## الوصف
لون هذه الأسماك هو ما بين الأزرق والبنفسجي في الجزء العلوي من جسدها، مع بريق معدني، ويصبح لونها فضيًا بطنيًا. تمتلك هذه الأسماك عشرة أو أحد عشر خطًا على ظهرها التي تمتد بشكل مائل من منطقة الظهر إلى الأمام، وحوالي خمسة عشر أو أكثر من الأسنان المشطية تحت الزاوية عند الخط الخيشومي الأول. الزعنفة الظهرية الأولى متجاورة مع الزعنفة الثانية وتكون أطول من طول الرأس. السويقة الذيلية نحيفة، والجسم مغطى بالحراشف بالكامل. لا يوجد لهذا النوع من الأسماك أسنان على العظم الحاجزي. لديها عارضة صغيرة على جانبي العارضة المتوسطة على جانبي السويقة الذيلية، وما بين ستة إلى ثماني زعانف صغيرة (زعينفة) على الأسطح الظهرية والبطنية للسويقة الذيلية. الطول الأقصى لهذا النوع من الأسماك هو حوالي ما يقارب 40 بوصة (102 سم) ووزنها يصل لحوالي 25 رطلاً (11.3) كجم. يمكن العثور على هذه الأسماك في أي مكان في المياه الساحلية القريبة من الشاطئ ويمكن أن تتواجد على بعد حوالي ما يقرب 100 ميلًا (161 كم) في المياه الموجودة قبالة الساحل؛ حيث تتواجد من شمال جزيرة فانكوفر وصولا إلى المكسيك، عادة ما تسبح هذه الأسماك في مجموعات. الأسماك والسبيدج يشكلا نظامها الغذائي الرئيسي. يتم اصطياد هذه الأسماك عن طريق التشخيط والصيد من الشاطئ، باستخدام طعم الجذب الاصطناعي، والملاعق، أو الطعم الحي.